# Philidris cordata
Philidris cordata es una especie de hormiga del género Philidris, subfamilia Dolichoderinae. Fue descrita científicamente por Smith en 1859.
Se distribuye por Indonesia, Malasia, Australia y Papúa Nueva Guinea. Se ha encontrado a elevaciones de hasta 700 metros. Vive en microhábitats como la hojarasca, madera podrida y la vegetación baja.